# دنیس دریسیل
دنیس دریسیل (انگلیسی: Dennis Dressel؛ زادهٔ ۲۶ اکتبر ۱۹۹۸) بازیکن فوتبال اهل آلمان است.
از باشگاه‌هایی که در آن بازی کرده‌است می‌توان به باشگاه فوتبال مونیخ ۱۸۶۰ اشاره کرد.